# Сунђер за прање
Сунђер је део прибора за одржавање хигијене. Користи се за ручно прање, чишћење или брисање разних површина, као и у личној хигијени. Основна карактеристика сунђера је да одлично упија воду и друге врсте течности.

## Вештачки сунђери
За чишћење, прање и брисање, обично се користе сунђери од целулозних влакана или пластичних полимера (углавном полиуретана). Праве се наменски производи оваквих сунђера, за одређену врсту радње, као нпр. за прање кухињског посуђа, чишћење купатила, брисање пода, стакла, прање аутомобила, брисање школских табли, чишћење ципела. Могу се правити у комбинацији са абразивом, порозним, биљним или пластичним материјалом који помаже у рибању. Уколико је потребно очистити мање приступачна места, секу се или исцепају на мање парчиће ради лакшег приступања истим.
Дакле, постоје две основне врсте вештачких сунђера — пластични и целулозни. Први су јефтинији и индустријски повољнији, док су други квалитетнији, скупљи и еколошки исправни. Нису неуобичајени ни мешани производи, који се делимично праве од целулозе, а делимично од нафтних деривата. Сви сунђери имају изразиту способност упијања, те их не треба користити за скупљање просутих живих јаја или месних сокова. У супротном, бактерије се могу задржати у влакнима, поготову пластичним. По угледу на сунђере смишљене су и целулозне крпе. Истог су материјала и изгледа као сунђери, с тим што су тање и имају већу површину. Производе се у разним облицима, величинама и бојама, док постоје и они са посебним особинама: мирисни, антимикропски, вишенаменски и други. Постоје чак и у потпуности еколошке варијанте. Како јапански произвођач „зелених“ алата Тореј каже, његови сунђери не испуштају отровне гасове приликом спаљивања, а распадну се ако се закопају.
Влакна целулозних примерака користе се у истраживањима у пољу биомедицине. Уз одређени ниво познавања хемије и адекватни прибор, али и у лабораторијском окружењу, могуће је направити сопствене сунђере од целулозних листова, натријум-хидроксида (од ког се иначе прави сапун) и одређених катализатора. Није могуће безбедно их правити код куће.
Вештачки сунђери су предмет еколошке дебате. Неправилно одлагање примерака од пластичних полимера након њихове употребе, као и осталих производа од овог материјала (флаше, судови и слично), има негативне последице по околину. То се првенствено односи на неправилно бацање и спаљивање полиуретана. Ова супстанца заправо је дериват нафте, док мирисне и антимикропске варијанте садрже контроверзну супстанцу триклосан. Целулозни сунђери праве се ручно и од дрвених влакана, због чега су скупљи од пластичних, али су биоразградиви и имају много повољнији утицај на околину. Треба имати у виду да се под називом „целулозни сунђер“ могу продавати и артикли са одређеним удеом полиуретана.

## Природни сунђери
Сунђери су животиње, које живе у води, већина на самом дну мора или океана. На површини сунђера налазе се многобројне поре, преко којих константно увлаче велику количину воде, да би из ње филтрирали храну. На свету постоји око 8.000 регистрованих врста сунђера, али се у комерцијалне сврхе користи свега 20, а од њих највише три лат. Spongia, лат. Hippospongia и лат. Coscinoderma из фамилије лат. Spongiidae. Ови сунђери су специфични по својој флексибилности и мекоћи, захваљујући скелету, од влакна спонгина, врсте колагена.
Сунђере су људи користили од давнина. Стари Грци су их употребљавали у личној хигијени, а ратници су их подметали испод тврдих бронзаних кацига и тешких оклопа. О употреби сунђера је писао Аристотел, а помињу се и у Илијади и Одисеји.
Сунђере у мору траже и сакупљају искусни рониоци. Они морају добро да познају како врсте сунђера које траже, тако и средину у којој они живе. Једном када се сунђери извуку из воде, њихов изглед није ни мало привлачан за купце. Црне су боје, помешани са слузи, секретом, песком, стврднутим остацима шкољки, љуштурама ситних морских животиња, од којих многе живе у околини и унутар сунђера, где скупљају храну и налазе склониште. Да би се користили у комерцијалне сврхе, сунђери морају да се очисте. Са њих се одстрањују сва спољашња влакна, да би се на крају оставила само она од унутрашњег дела скелета. Да би се то постигло, различитим методама се врши одстрањивање непотребних влакана, више пута потапају у воду, па на крају суше, а затим секу у одговарајуће величине. На крају се потапају у водени раствор хлороводоничне киселине, одакле потиче њихова златаста боја. За добијање још светлијих нијанси, урањају се и у раствор калијум-перманганата.
Способност бесполног размножавања, односно да се одвајањем мањих делова тела (пупољака), сунђер регенерише и заснива нову колонију, уочена је још у 18. веку. Тада су се на Медитерану, у близини Трста формирале прве фарме за гајење комерцијалног сунђера, чији је период израстања између 4 и 7 година. Данас оваквих фарми, осим у Италији, има и у Мајамију, на Бахамима, Алжиру, и на Карибима. Гајење сунђера је веома једноставно, а састоји се у томе да се одрасли сунђер раздели на мање делове и затим се такви ти делови причвршћавају за камен или дискове од цемента и постављају на морско дно, у подручју где има довољно хране, погодне температуре и светла.
До сада се показало да ни један други вештачки материјал не може да се упореди са природним сунђерима, када се ради о употреби у козметици, хигијени, farbanju, али и у декорацији.
Одликују се великом мекоћом и служе за равномерно квашење и распоређивање сапуна по лицу и телу приликом купања. Посебно су погодни за осетљиву кожу, за купање беби и деце. Такође се користе за чишћење лица од нечистоћа, наношење подлоге шминке, као и њено уклањање, пилинг коже и побољшавање циркулације. Мада су на тржишту далеко скупљи од вештачких сунђера, природни сунђери се спорије троше и могу да трају годинама.

## Сунђер од луфе
Луфа сунђер је природни сунђер који се прави од влакана унутрашњег, сунђерастог дела луфе (лат. Luffa cylindrica) или такође (лат. Luffa acutangula), биљке пузавице из породице тикви, која може да достигне висину већу од 15 метара. Њени плодови су дугуљастог облика, у почетку зелене, а кад сазру наранџасте боје, просечне дужине између 25 и 30 метара, мада код неких сорти и до пола метара. Унутар коре плода, налази се густа мрежа биљних влакана која формирају шупаљ цилиндар.
Плод, тек када је сасвим зрео, мора најпре да се ољушти, а затим очисти од семена. Такође је могуће избелити га потапањем у водени раствор натријум-хипохлорита, а може и да се обоји бојама на бази анилина. Има вишеструку намену. Користи се за купање, при чему елиминише мртве ћелије (пилинг), побољшава циркулацију и спречава појаву целулитиса. Мада на први поглед њена влакна изгледају храпаво, када се наквасе и у контакту са кожом стварају пријатан осећај, чак и код осетљиве коже. Једном недељно може се користити за пилинг лица, посебно се препоручује код масне коже, за чишћење лица, јер подстиче отварање пора. Такође се може користити за прање судова, као природни абразив, при чему не оштећује судова а истовремено штити руке. Овај природни сунђер такође се користи за производњу рукавица, ципела и четки за ципеле.